# ジム・ウイルソン (内野手)
ジェームス・ジョージ・ウィルソン（James George Wilson , 1960年12月29日 - ）は、アメリカ合衆国オレゴン州出身の元プロ野球選手（内野手）。

## 来歴・人物
1982年のMLBドラフト2巡目でクリーブランド・インディアンスに指名され契約。マイナーリーグではパワーヒッターとして鳴らした。1985年9月13日の対ミネソタ・ツインズ戦で4番・指名打者としてメジャーデビューし、3打数1安打1打点を記録する。同年はシーズン終盤の4試合出場ながらも打率.357を記録するが、翌年以降のメジャー定着はならなかった。1989年にはシアトル・マリナーズで4シーズンぶりにメジャー再昇格を果たしたが、5試合出場で8打数無安打に終わっている。
1990年、トニー・バナザード 、ウィリー・アップショーに次ぐ第三の外国人として福岡ダイエーホークスに入団。背番号00は1988年の阪神のルパート・ジョーンズ以来、NPB史上2人目だった。5月14日に一軍登録されて6試合に出場したが、1安打に終わった上に走塁ミスもあり5月24日に登録を抹消されている。腰痛のため球団に退団を申し入れ、6月11日に任意引退が発表された。
その後は、メキシカンリーグや独立リーグでプレーし、1994年に引退した。

## 詳細情報

### 年度別打撃成績
| 年 度    | 球 団    | 試 合 | 打 席 | 打 数 | 得 点 | 安 打 | 二 塁 打 | 三 塁 打 | 本 塁 打 | 塁 打 | 打 点 | 盗 塁 | 盗 塁 死 | 犠 打 | 犠 飛 | 四 球 | 敬 遠 | 死 球 | 三 振 | 併 殺 打 | 打 率 | 出 塁 率 | 長 打 率 | O P S |
| -------- | -------- | ----- | ----- | ----- | ----- | ----- | -------- | -------- | -------- | ----- | ----- | ----- | -------- | ----- | ----- | ----- | ----- | ----- | ----- | -------- | ----- | -------- | -------- | ----- |
| 1985     | CLE      | 4     | 15    | 14    | 2     | 5     | 0        | 0        | 0        | 5     | 4     | 0     | 0        | 0     | 0     | 1     | 0     | 0     | 3     | 0        | .357  | .400     | .357     | .757  |
| 1989     | SEA      | 5     | 8     | 8     | 0     | 0     | 0        | 0        | 0        | 0     | 0     | 0     | 0        | 0     | 0     | 0     | 0     | 0     | 3     | 0        | .000  | .000     | .000     | .000  |
| 1990     | ダイエー | 6     | 18    | 17    | 1     | 1     | 0        | 0        | 1        | 4     | 2     | 0     | 0        | 0     | 0     | 1     | 0     | 0     | 4     | 1        | .059  | .111     | .235     | .346  |
| MLB：2年 | MLB：2年 | 9     | 23    | 22    | 2     | 5     | 0        | 0        | 0        | 5     | 4     | 0     | 0        | 0     | 0     | 1     | 0     | 0     | 6     | 0        | .227  | .261     | .227     | .488  |
| NPB：1年 | NPB：1年 | 6     | 18    | 17    | 1     | 1     | 0        | 0        | 1        | 4     | 2     | 0     | 0        | 0     | 0     | 1     | 0     | 0     | 4     | 1        | .059  | .111     | .235     | .346  |

### 記録
NPB
- 初出場：1990年5月15日、対オリックス・ブレーブス戦（阪急西宮球場）、6番・一塁手として先発出場
- 初安打・初本塁打：1990年5月23日、対近鉄バファローズ戦（平和台野球場）、6回に小野和義からソロ本塁打
- 初打点：1990年5月17日、対オリックス・ブレーブス戦（阪急西宮球場）、1回に山沖之彦から

### 背番号
- 58 （1985年）
- 54 （1989年）
- 00 （1990年）